# Phá Tam Giang

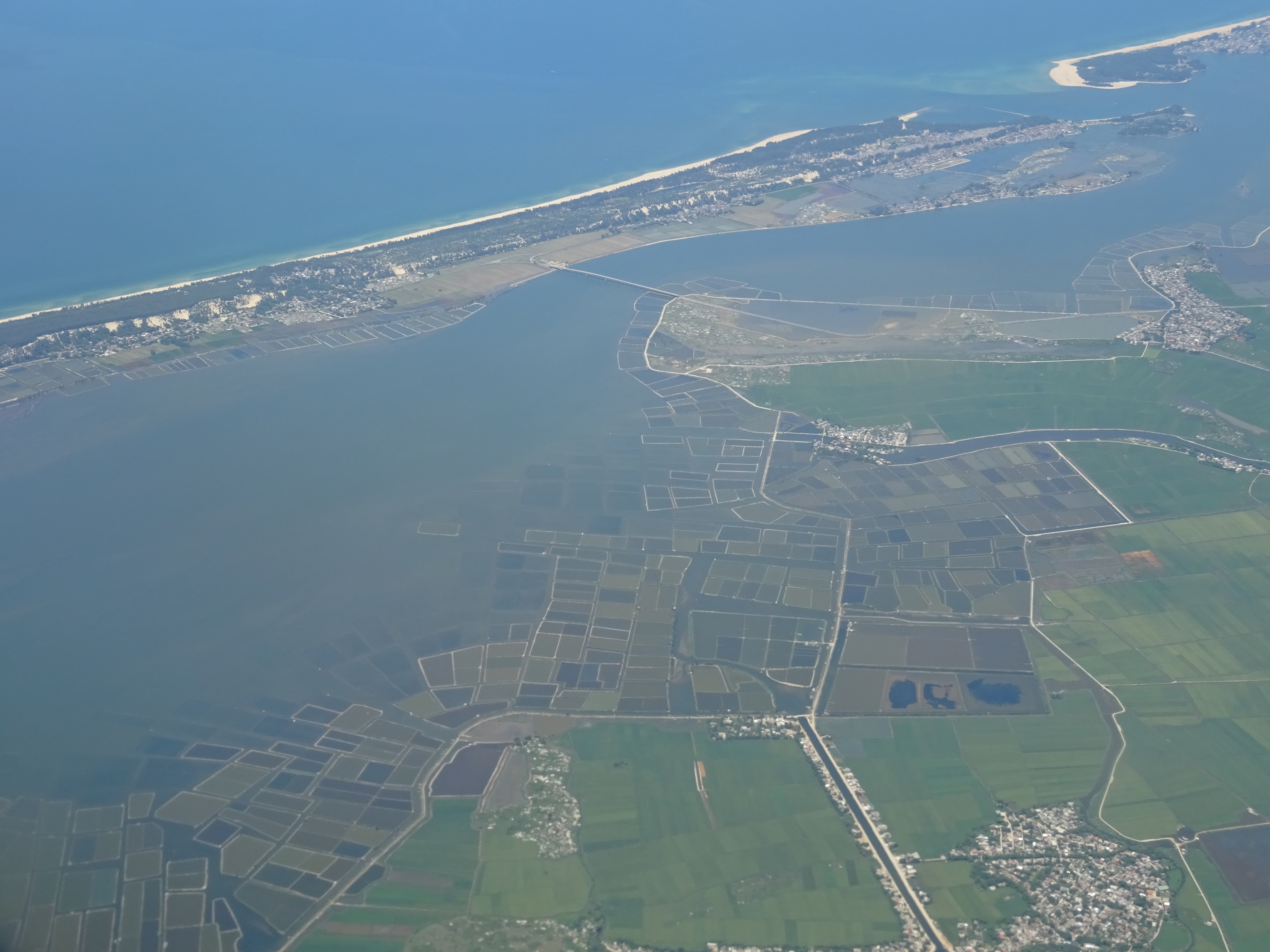
Phá Tam Giang nhìn từ trên cao

Phá Tam Giang là một phá nằm trong hệ đầm phá Tam Giang - Cầu Hai. Diện tích phá Tam Giang khoảng 52 km², trải dài khoảng 24 km theo hướng tây tây bắc-đông đông nam từ cửa sông Ô Lâu đến cửa sông Hương, thuộc địa phận hai quận Phú Xuân, Thuận Hóa, thị xã Phong Điền và huyện Quảng Điền thuộc thành phố Huế. Tọa độ trung tâm phá khoảng 16°37′55″B 107°28′19″Đ / 16,63194°B 107,47194°Đ. Phá Tam Giang là một phá lớn của Việt Nam, chiếm khoảng 11% diện tích đầm phá ven bờ của cả nước.
Độ sâu của phá này từ 2–4 m, có nơi sâu tới 7 m. Hàng năm khai thác trên vùng đầm phá hàng nghìn tấn hải sản, cá, tôm các loại. Cầu Tam Giang hiện là cây cầu duy nhất bắc qua phá này.

## Phá Tam Giang trong văn hóa Việt Nam

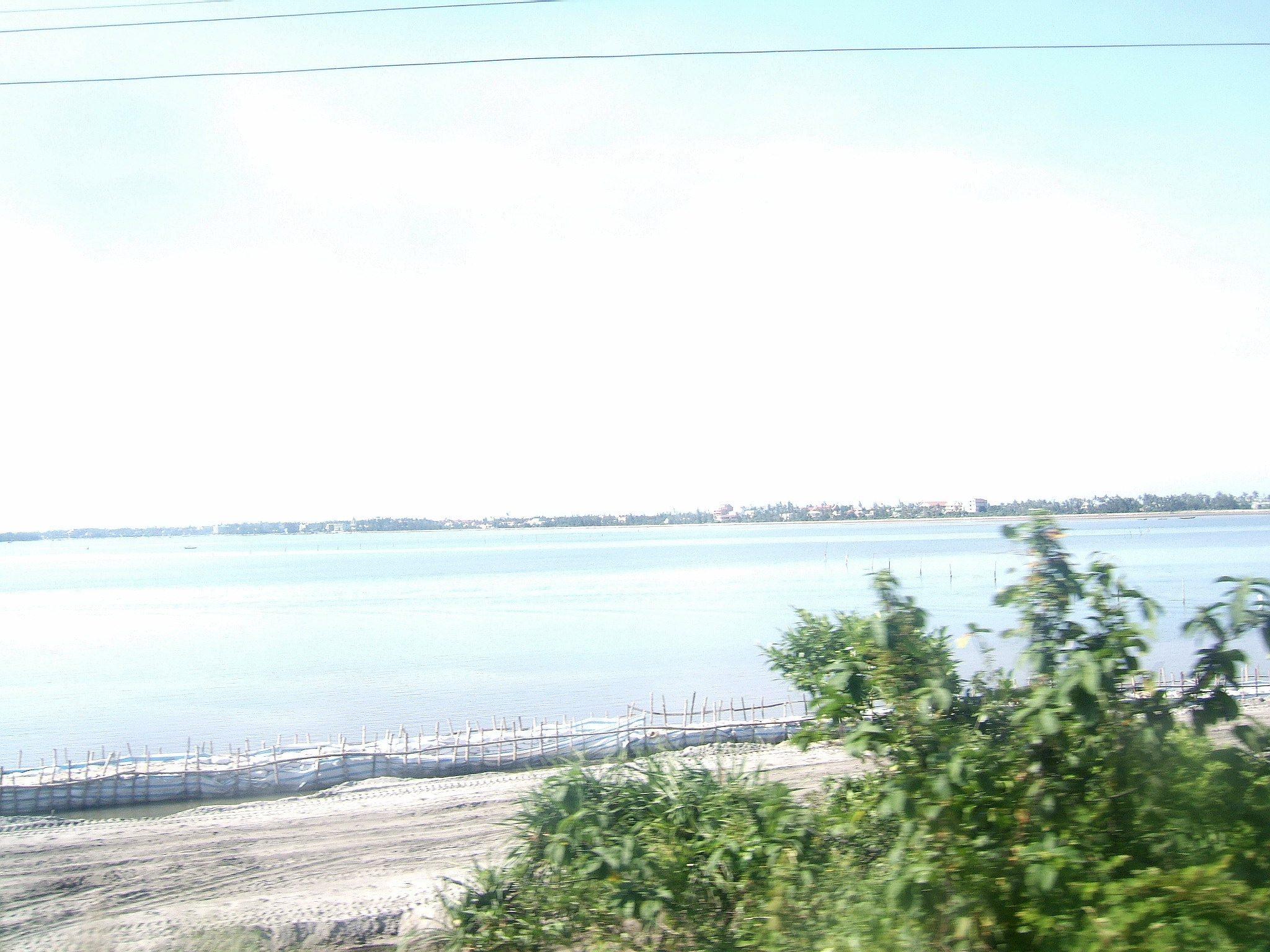
Phá Tam Giang

Phá Tam Giang với cửa Thuận An và sông Hương là thủy lộ chính lên kinh thành Huế nên ngày xưa ai thượng kinh đều phải vượt phá. Tuy là đầm nhưng vì có sóng nên ca dao có câu:
Đường vô xứ Huế quanh quanh
Non xanh nước biếc như tranh họa đồ
Thương em anh cũng muốn vô
Sợ truông Nhà Hồ, sợ phá Tam Giang...
Giải thích: Phá Tam Giang là nơi giao điểm của các con sông, cửa ra biển hẹp nên có nhiều vùng nước xoáy, sóng to gió lớn dễ gây lật thuyền nên thuyền bè không dám qua lại. Sau này quan Nội tán Nguyễn Khoa Đăng đã cho lính cải tạo mở rộng cửa và đáy phá nên các tai nạn đã thuyên giảm đáng kể.

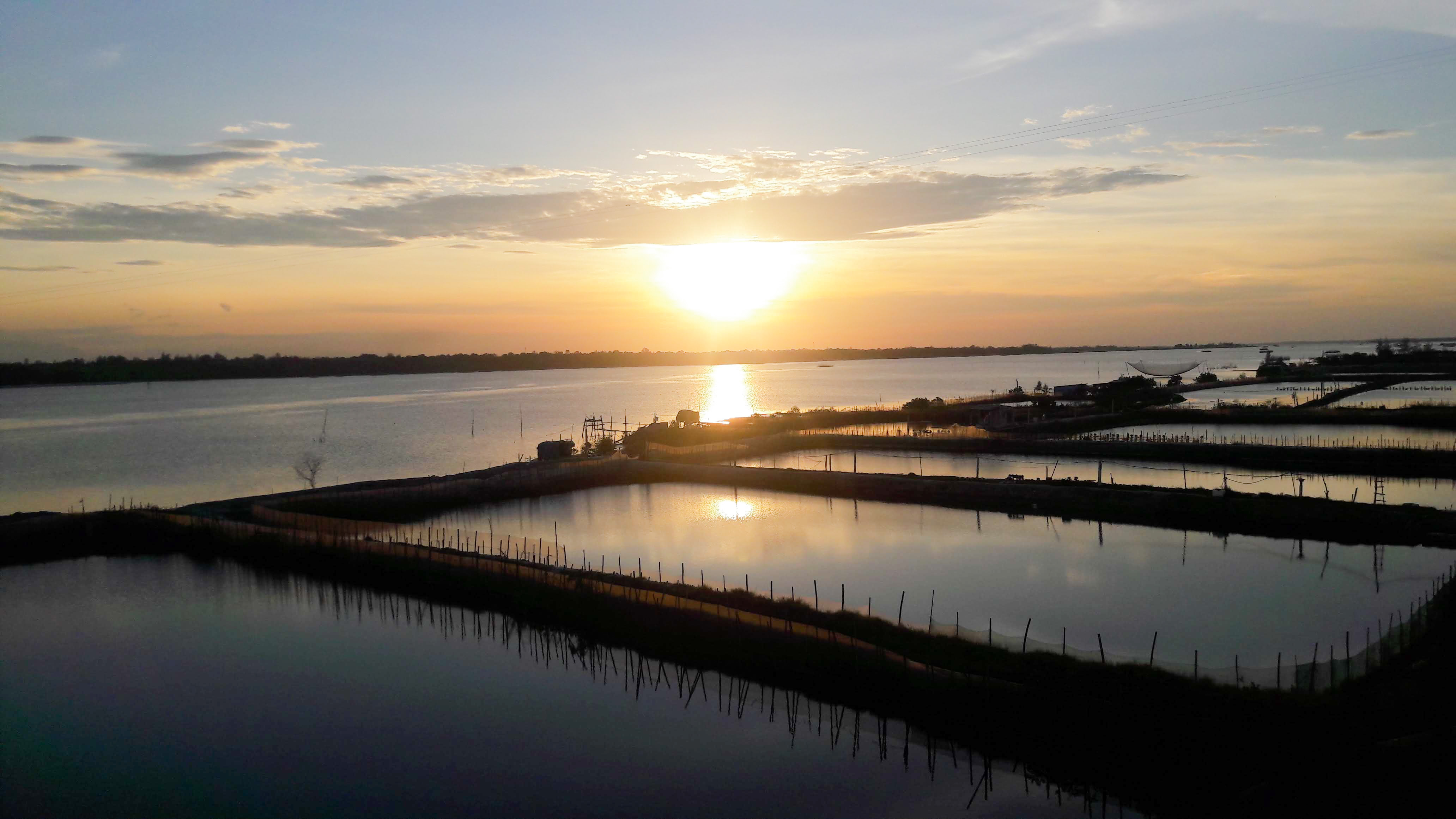
Một góc đầm Chuồn, một phần của phá Tam Giang, thuộc huyện Phú Vang, Thừa Thiên Huế

Vào thập niên 1970, trong giai đoạn ác liệt của cuộc chiến tranh Việt Nam, nhạc sĩ Trần Thiện Thanh đã phổ nhạc cho một bài thơ của Tô Thùy Yên và đặt tên bài hát là Chiều trên phá Tam Giang. Bài hát có đoạn: "Chiều trên phá Tam Giang, anh chợt nhớ em. Nhớ sao là nhớ..."
Chợ nổi là một trong những đặc trưng của vùng đầm phá lớn nhất Đông Nam Á này. Các phiên chợ nổi thường bắt đầu từ 4h sáng và tan khi bình minh ló rạng (thường vào khoảng 6-7h). Không đông đúc và đa dạng như các phiên chợ nổi ở miền Tây Nam Bộ, chợ nổi ở đây chủ yếu là bán các loại thủy sản của vùng đầm phá.